# Parafia św. Klemensa w Pradze
Parafia św. Klemensa w Pradze – parafia anglikańska wchodząca w skład Kościoła Starokatolickiego w Republice Czeskiej. Proboszczem parafii jest ks. Ricky Yates. Nabożeństwa wyłącznie w języku angielskim odbywają się w niedzielę o godz. 11:00 w kościele św. Klemensa, należącym do zboru Ewangelickiego Kościoła Czeskobraterskiego.
Anglikanie w Czechach nie tworzą oddzielnego związku wyznaniowego, ale znajdują się pod całkowitą jurysdykcją Kościoła Starokatolickiego w Republice Czeskiej i opieką biskupa Dušana Hejbala.
W Pradze swoją siedzibę mają jeszcze starokatolicka parafia św. Wawrzyńca, parafia św. Marii Magdaleny oraz parafia św. Krzyża.

## Historia
Pierwsza liturgia anglikańska w Pradze została odprawiona 13 listopada 1904 przez ks. Waltera Naisha w sali wykładowej przy ul. Barvířskiej. Ks. Naish opiekował się w mieście naukowcami, przedsiębiorcami i studentami pochodzenia angielskiego. Pół roku później skupiona wokół niego wspólnota liczyła 32 członków. Na przełomie 1909 i 1910 do użytku anglikańskich wiernych został przeznaczony kościół św. Marcina w Murze. Po wyjeździe ks. Waltera Naisha w 1911 kolejnymi duchownymi wspólnoty byli księża W. A. Norton, R. P. Dodd i C. B. Andrew. 
W latach 1914–1918 Wielka Brytania była w stanie wojny z Austro-Węgrami, a wszyscy obywatele pochodzenia brytyjskiego byli potencjalnie traktowani jak wrogowie, wobec czego wspólnota anglikańska uległa rozpadowi. 
W okresie dwudziestolecia międzywojennego anglikanizm nie rozwijał się na terenie Pragi, Brytyjczycy uczestniczyli w nabożeństwach denominacji ewangelickich. Po II wojnie światowej nabożeństwa anglikańskie odbywały się na terenie ambasady Zjednoczonego Królestwa Wielkiej Brytanii i wierni przeszli pod opiekę duszpasterską kapelanii w Wiedniu. 
W 1990 społeczności anglikańskiej został udostępniony kościół ewangelicki św. Klemensa, który jest od tej pory przez nią współużytkowany wraz z tamtejszym zborem Ewangelickiego Kościoła Czeskobraterskiego. Praska wspólnota anglikańska do 2000 pozostawała filią kapelanii w Wiedniu, natomiast od 17 września 2000 stanowi samodzielną jednostkę, wchodzącą w skład Kościoła Starokatolickiego w Republice Czeskiej na mocy umowy zawartej z diecezją Gibraltaru Kościoła Anglii.